# 矯正局 (タイ)
矯正局（きょうせいきょく、タイ語: กรมราชทัณฑ์ กระทรวงยุติธรรม、英語: Department of Corrections）は、タイ王国法務省の内部部局。受刑者の拘留、更生を目的とする部局で、本局所在地はタイ王国ノンタブリー県ムアンノンタブリー郡である。

## 刑務所と収容人数

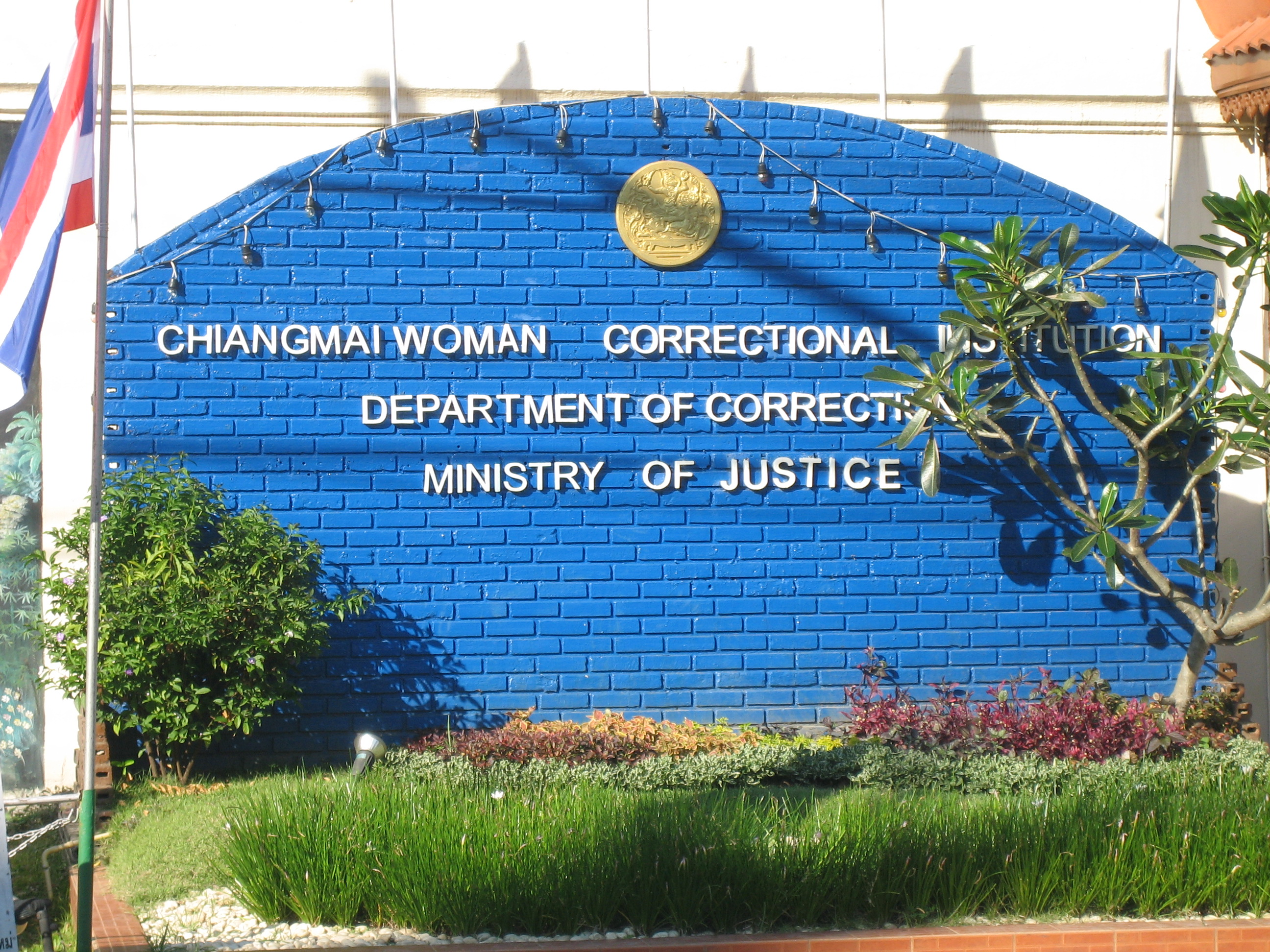
チェンマイ女子矯正施設 (Chiang Mai Women's Correctional Institution)

タイ矯正局は144の中央刑務所、県刑務所、郡刑務所およびその他の矯正施設を管轄する。2014年2月時点でタイ矯正局が公表した資料によれば、収容人数は女性41,694人、男性247,889人である。麻薬取締法違反で収監されている受刑者の数は、全体の半数以上にのぼる。

## 施設
- バンクワン刑務所
- クロンプレム刑務所（英語版） - 女子も収監される。

バンクワン刑務所には男性死刑囚が収容されており、刑務所内に処刑場もある。クロンプレム刑務所には女性死刑囚を収容する棟がある。

### LGBT 施設
タイ矯正局ではレズビアン、ゲイ、バイセクシャル、トランスジェンターの受刑者（LGBT受刑者）を安全面から他の受刑者と分けて収監する動きがある。ミンブリー区刑務所は予備計画によってLGBT受刑者用に使用される予定となっている。自身をLGBTであるとする受刑者の数は4,448人で、内2,258人が女性、2,156人が男性、34人がトランスジェンダーであり、タイ全体の受刑者数約30万人のおよそ1%にあたる。